# Воронич, Ян Павел
Ян Па́вел Воро́нич (пол. Jan Paweł Woronicz, 3 июля 1757, с. Тайкуры Волынь (ныне Ровненского района Ровненской области Украины) — 6 декабря 1829, Вена) — польский римско-католический священнослужитель, епископ краковский (1815—1829), Архиепископ Варшавский и примас Царства Польского (1828—1829). Иезуит (до 1772 года). Поэт и писатель. Государственный деятель Варшавского герцогства и Царства Польского.

## Биография
Родился на Волыни в полонизированной русинской шляхетской семье Вороничей герба Гербурт (Павенжа).
Обучался у иезуитов в Остроге, там же вступил в орден иезуитов, однако в связи с уничтожение ордена в 1773 был рукоположён в католические священники.
В 1783 служил священником в Ливе.
Позже стал апостольским протонотарием, каноником киевским.
Участник комиссии Четырёхлетнего сейма по рассмотрению религиозных вопросов. Автор текста выступлений на сейме епископов К. Колонны-Цецишовского и Мацея Гарниша.
С 1794 года — каноник Хелмской епархии.
Во время восстания Костюшко был комиссаром комиссии по упорядочению дел в Мазовии.
12 марта 1795 года стал каноником варшавским, а с ноября 1797 — каноником вроцлавским.
В 1803—1815 гг. служил священником недалеко от Варшавы в церкви Святой Елизаветы. Участвовал в работе столичного общества друзей науки.
После возникновения Варшавского герцогства в 1806 году, он был назначен членом Военно-административной палаты, а в 1808 году — членом Государственного совета.
В 1810 году стал членом отделения внутренних дел и религиозных обрядов.
В 1812 году вошёл в состав Генеральной конфедерации Королевства Польского.
Высочайшим указом императора Александра I в 1815 году был назначен епископом краковским и сенатором Царства Польского.
В 1827 году стал Архиепископом Варшавским и примасом Царства Польского.
24 мая 1829 года провёл торжественную коронацию императора Николая I на польский престол.

## Творчество
Знакомство с семейством Чарторыйских и, в первую очередь, с графиней Изабеллой Чарторыйской вдохновило Воронича на создание лучшего своего произведения — поэму «Святыня Сибиллы» (пол. Świątynia Sybilli).

## Избранные произведения
- Zjawienie Emilki,
- Świątynia Sybilli,
- Hymn do Boga.

## Память
- Улица Яна Павла Воронича (Ulica Jana Pawła Woronicza[англ.]) в Варшаве